# Táctica del salami

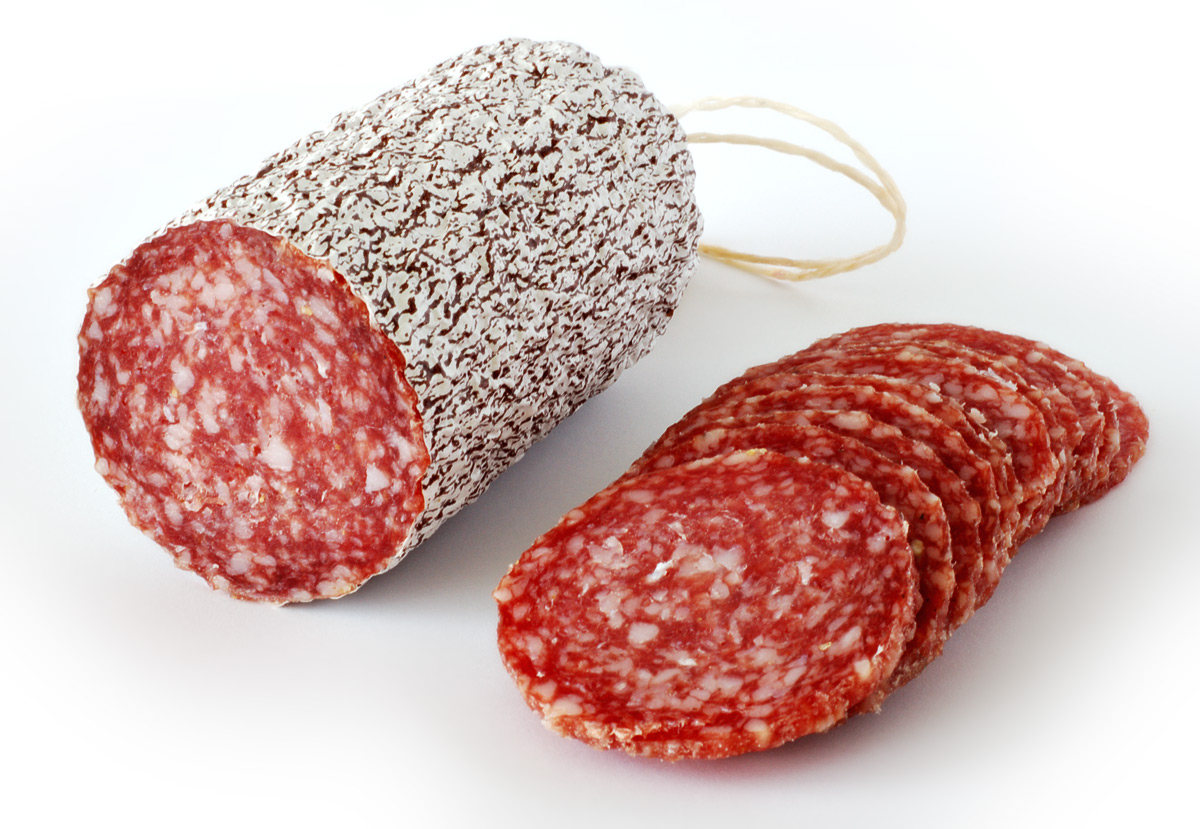
Salami de invierno

La táctica salami, conocida también como estrategia de rebanado de salami, es una estrategia política mediante la cual un grupo es debilitado mediante la segmentación de sus componentes, ya sea mediante amenazas o alianzas. De esta forma, la oposición es eliminada "rodaja a rodaja", hasta darse cuenta de que ha sido desmantelada por completo. También puede incluir la creación de facciones al interior de un grupo opositor, en el que las pugnas entre dichas facciones son las que terminan disolviendo al grupo, sin que el grupo que usó la táctica salami sea visto como culpable.
Aunque inicialmente una estrategia política, se usa también en otros ámbitos, aunque con la misma connotación negativa.

## Historia
La táctica salami surge apenas terminada la Segunda Guerra Mundial. Hungría, liberada del yugo nazi por las tropas del Ejército Rojo, se ve ocupada de inmediato por las mismas, con la intención de crear un régimen comunista. Moscú esperaba apoyar a los comunistas húngaros para hacerse con el poder en las primeras elecciones de posguerra, pero estos apenas obtuvieron un 17% del total de votos. El Partido de los Trabajadores Húngaros, que encuadraba a los comunistas, recurrió entonces a la táctica salami.
Alan Bullock y Oliver Stallybrass mencionan en su libro Dictionary of Modern Thought que el término fue acuñado por el dirigente comunista húngaro Mátyás Rákosi, a finales de la década de 1940, con el nombre de szalámitaktika. Rákosi se refería con este término a la estrategia del Partido de los Trabajadores Húngaros para eliminar a los demás partidos "rebanándolos como si fueran salami". Dicha táctica consistía en acusar a sus rivales más abiertos y audaces de ser simpatizantes fascistas, obligando con ello a los partidos opositores a expulsarlos de sus filas, debilitando con ello sus propias estructuras institucionales. Una vez que los más anticomunistas quedaban fuera, la táctica se repetía con otros grupos, hasta que al final quedaban sólo aquellos abiertos a colaborar con el PCH o que no podían retarlo. Una vez debilitados, los partidos opositores desaparecieron, con excepción del Partido Socialdemócrata Húngaro, que se unió al Partido Comunista de Hungría para formar el Partido de los Trabajadores Húngaros en 1948. Este último vendría a establecer la República Popular de Hungría, y gobernar Hungría de 1949 a 1989.
Otros partidos comunistas de Europa Oriental usaron esta misma estrategia.
Durante la Guerra Fría, la táctica salami vino a ser acompañada por otro esquema político llamado «comunismo gulash», también de raíz culinaria y húngara, aunque instaurado por un sucesor de Rákosi, János Kádár.